# 福州火车站站
福州火车站站（福州話：/huʔ˨˩ t͡sieu˥˥ hui˨˩ ʒia˥˧ ʒiɑŋ˨˦˨/）位于中华人民共和国福建省福州市晋安区国铁福州站南广场，是福州地铁1号线与建设中的滨海快线的地铁换乘站，远期预留与7号线换乘，1号线部分于2017年1月6日投入使用。

## 车站结构

### 1号线楼层
1号线车站设有三层，地下一层为商业区，规划连接福州站到达层的南出站口，供到达福州站的旅客直接进入地铁站，但由于征迁问题尚未实现；地下二层为站厅层；地下三层为1号线站台层。
| 地下一层 | 商业区                               |  | 商业区                         |
| 地下一层 | 换乘通道                             |  | 前往 滨海快线                  |
| 地下二层 | 1号线站厅                            |  | 票务服务、客服中心、进出站闸机 |
| 地下三层 | 1                                    |  | 1号线 往象峰（罗汉山）         |
| 地下三层 | 岛式站台，列车运行方向左侧的车门打开 |  |                                |
| 地下三层 | 2                                    |  | 1号线 往三江口（斗门）         |

### 滨海快线楼层
滨海快线车站设有两层，地下一层为站厅层，地下二层为滨海快线站台层。
| 地下一层 | 滨海快线线站厅                       |  | 票务服务、客服中心、进出站闸机 |
| 地下一层 | 换乘通道                             |  | 前往 1号线                     |
| 地下二层 | 1                                    |  | 滨海快线 终点站                |
| 地下二层 | 岛式站台，列车运行方向左侧的车门打开 |  |                                |
| 地下二层 | 2                                    |  | 滨海快线 往文岭（东门）        |

### 站厅
福州火车站站设有两个站厅：1号线站厅与F1线站厅。
1号线站厅位于福州火车站南广场西侧，采用弧线铝合金配合直线型双排LED灯造型吊顶与白色搪瓷板装修，设客服中心两处，分布于站厅付费区南北两端，服务设施设有智能导乘机、自动售货机、自動櫃員機，位于站厅南侧规划设有便利店，车站E出入口通道设有洗手间。

### 车站艺术
1号线站厅与站台吊顶利用LED灯具以直线形式贯通整个站厅和站台，意为通过灯具与流畅的线条造型表现速度感，体现城市与交通特色。车站站厅预留艺术墙空间，主题为“镇海雄风”。

### 站台
福州火车站站设有两个岛式站台，其中1号线站台设于福州站南广场西侧；滨海快线站台为曲线站台，沿华林路设于福州站南广场南侧。
1号线站台采用弧线铝合金配合直线型双排LED灯造型吊顶与白色搪瓷板装修，服务设施设有智能导乘机与自动售货机。滨海快线站台南侧设交叉渡线。

### 出入口与周边
福州火车站站目前开放3个出入口，车站暂未设置无障碍电梯。
车站位于国铁福州站南广场，国铁福州站可由A2出口直行约50米到达，福州汽车北站可由D2出入口向南步行约500米到达；蔓哈顿广场、东浦花园、兴达花园可由A2、E出入口步行到达，火车站商贸城、黄金大酒店、龙城广场、豪柏大酒店可由D2出入口步行到达。
| 福州火车站站出入口信息      | 福州火车站站出入口信息 | 福州火车站站出入口信息           | 福州火车站站出入口信息 |
| --------------------------- | ---------------------- | -------------------------------- | ---------------------- |
|                             |                        |                                  |                        |
|                             |                        |                                  |                        |
| 编号                        | 设施                   | 位置                             | 接驳交通               |
| 1号线站厅                   |                        |                                  |                        |
| 出口 · A · 2                |                        | 福州站南广场                     | 福州站 火车站南广场    |
| 出口 · B                    |                        | 福州站南广场西侧，通道接入北广场 | 火车站北广场           |
| 出口 · E                    |                        | 福州站南广场                     | 福州站 火车站南广场    |
| 注： 设有电梯 \| 设有卫生间 |                        |                                  |                        |

## 未来发展
福州火车站站为7号线与滨海快线规划中车站，7号线车站为地下三层车站，位于站前路，沿道路东西向布置，滨海快线为地下二层车站，位于华林路，沿道路南北向布置，三线未来将通过站厅进行换乘。

## 历史
- 2012年11月3日，1号线车站开始围挡施工[9]。
- 2017年1月6日，1号线车站启用。[1]
- 2023年9月25日，滨海快线车站主体结构封顶。[10]
- 2025年3月25日，为配合滨海快线施工，D2出入口临时关闭。